# 福井自由キリスト教会
福井自由キリスト教会（ふくいじゆうキリストきょうかい）は、福井県福井市にある、プロテスタントのキリスト教教会。

1955年（昭和30年）創立。単立。福井県で最大規模の教会。現在の主任牧師は山本義武。

## 沿革
1956年にノルウェーの宣教師によって働きが始められ、1969年に現在の福井市木田町に移転し、福井自由キリスト教会が設立。
1997年、新会堂設立。